# Expedition 27
Expedition 27 è stato il 27° equipaggio della Stazione spaziale internazionale (ISS).

## Equipaggio
| Ruolo               | Marzo 2011                               | Aprile – Maggio 2011                        |
| ------------------- | ---------------------------------------- | ------------------------------------------- |
| Comandante          | Dmitrij Kondrat'ev, Roscosmos Primo volo | Dmitrij Kondrat'ev, Roscosmos Primo volo    |
| Ingegnere di volo 1 | Catherine Coleman, NASA Terzo volo       | Catherine Coleman, NASA Terzo volo          |
| Ingegnere di volo 2 | Paolo Nespoli, ESA Secondo volo          | Paolo Nespoli, ESA Secondo volo             |
| Ingegnere di volo 3 |                                          | Andrej Borisenko, Roscosmos Primo volo      |
| Ingegnere di volo 4 |                                          | Aleksandr Samokutjaev, Roscosmos Primo volo |
| Ingegnere di volo 5 |                                          | Ronald Garan, NASA Secondo volo             |

FonteNASA